# Miklós Székely
Miklós Székely född 15 september 1948, ungersk skådespelare.

## Filmografi
- 1990 - God afton, Herr Wallenberg